# Kiruhura
Pour le district, voir Kiruhura (district).
Kiruhura est une ville dans la région Ouest en Ouganda. Il s’agit de la plus grande ville et de la capitale du district de Kiruhura.